# Estación de Miyazakidai
La estación de Miyazakidai es una estación de tren de pasajeros localizada en Kawasaki, Prefectura de Kanagawa, Japón, operada por la compañía de ferrocarriles privada Tokyu Railways y que da servicio a la línea Den-en-toshi.

## Historia
La estación de Miyazakidai se inauguró el 1 de abril de 1966. En 2011, se añadió a la estación un segundo acceso, en el lado norte.

## La estación
La estación consta de dos andenes laterales elevados que dan servicio a dos vías.

## Servicios ferroviarios
| procedencia/destino              | < estación    | Línea | estación > | destino/procedencia                 |
| -------------------------------- | ------------- | ----- | ---------- | ----------------------------------- |
| Saginuma・Nagatsuta・Chuo-rinkan | Miyamae-daira |       | Kajigaya   | Shibuya・Oshiage(Skytree)・Kasukabe |